# Laáb Gáspár
Laáb Gáspár (Bezenye, 1747. január 3. – Bezenye, 1834. február 5.) magyar víz- és útépítő mérnök.

## Életpályája
1758–1764 között tanulmányait a piaristák magyaróvári középiskolájában kezdte meg. 1765–1769 között a Szenci Collegium Oeconomicumban tanult. 1770-től Moson vármegye tisztviselője volt. 1776–1777 között fiatal mérnökként az oroszvári Duna-ág kőgáttal történő lezárását irányította. 1777-től – mint vármegyei főmérnök – irányította a Duna mosoni szakaszán végzett árvédelmi munkálatokat s megkezdte a Hanság lecsapolásának, valamint a Fertő szabályozásának munkálatait. 1779-ben hivatali esküt tett. Győr és Moson megyék egyesítését követően Sáros megyébe került. 1790. március 23-án Moson megye földmérőjévé és adószedőjévé választották. 1795–1799 között irányításával épült meg Bősárkánynál az ún. Hegedűs-féle csatorna. 1799–1813 között tervei alapján készült el a megyei főcsatorna és lecsapoló csatorna. 1808-ban Védeny és Nezsider között az árvízek levezetésére csatornát épített. 1822-ben vonult nyugdíjba.

### Munkássága
Útépítő mérnökként elismert tekintéllyel bírt. A vizek szabályozásával, térképek készítésével és árvízvédelmi tevékenységekkel foglalkozott. Javaslatára állandó megfigyelő szolgálatot is szerveztek. Nevéhez fűződik a Hanság lecsapolásának, valamint a Fertő szabályozásának munkálatai.
Emléktáblája a helyi temető ravatalozójának falán látható. Életművéről 2004-ben adtak ki könyvet Mosonmagyaróváron.